# Comté d'Elbert (Colorado)
Pour les articles homonymes, voir Comté d'Elbert.
Le comté d'Elbert est un comté du Colorado. Son siège est Kiowa. Les autres municipalités du comté sont Elizabeth et Simla. Il fait partie de la zone métropolitaine Denver-Aurora.
Le comté doit son nom à Samuel Hitt Elbert (en), gouverneur du Colorado lors de la création du comté en 1874.

## Démographie
| 1880  | 1890  | 1900  | 1910  | 1920  | 1930  |
| ----- | ----- | ----- | ----- | ----- | ----- |
| 1 708 | 1 856 | 3 101 | 5 331 | 6 980 | 6 580 |

| 1940  | 1950  | 1960  | 1970  | 1980  | 1990  |
| ----- | ----- | ----- | ----- | ----- | ----- |
| 5 460 | 4 477 | 3 708 | 3 903 | 6 850 | 9 646 |

| 2000   | 2010   | - | - | - | - |
| ------ | ------ | - | - | - | - |
| 19 872 | 23 086 | - | - | - | - |